# Philip Reeve
Philip Reeve (sinh ngày 28 tháng 2 năm 1966) là một tác giả và họa sĩ minh họa sách thiếu nhi người Anh. Ông chủ yếu được biết đến với cuốn sách Mortal Engines năm 2001 và các phần tiếp theo của nó. Cuốn tiểu thuyết năm 2007 của ông, Here Lies Arthur, dựa trên Vua Arthur huyền thoại, đã giành được Huy chương Carnegie, một giải thưởng công nhận cuốn sách thiếu nhi hay nhất năm được xuất bản ở Anh.

## Tác phẩm

### Bộ truyệnMortal Engines Quartet
Sau đây là 4 tập truyện Mortal Engines Quartet
1. Mortal Engines (2001)
2. Predator's Gold (2003)
3. Infernal Devices (2005)
4. A Darkling Plain (2006)

#### Các tác phẩm liên quan
- Fever Crumb (2009)
- A Web of Air (2010)
- Scrivener's Moon (2011)
- Traction City (2011)
- Night Flights (2018)